# John W. Campbell

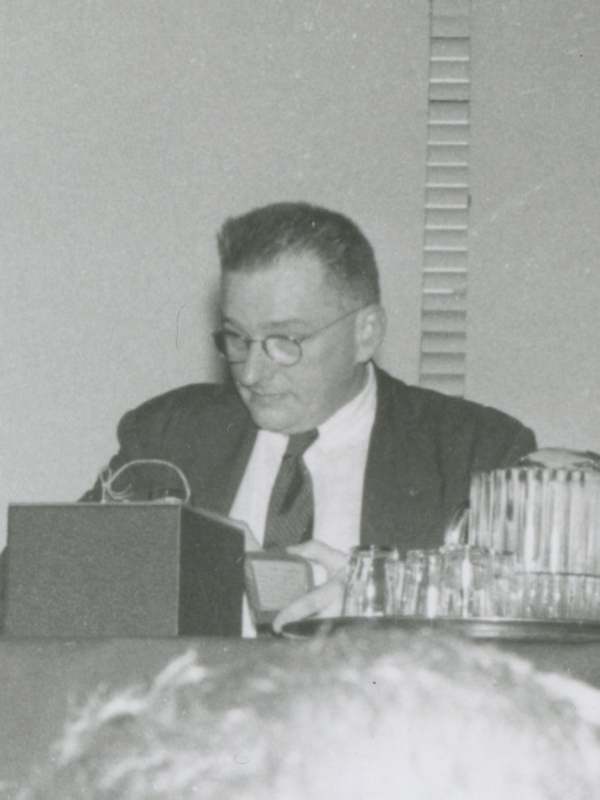
John W. Campbell (1956)

John Wood Campbell Jr. (* 8. Juni 1910 in Newark, New Jersey; † 11. Juli 1971) war ein US-amerikanischer Science-Fiction-Schriftsteller und -Herausgeber.

## Leben
Campbell schloss seine naturwissenschaftlich geprägte Ausbildung am Massachusetts Institute of Technology und an der Duke University 1932 mit dem Bachelor of Science ab.
Ab 1937 bis zu seinem Tod 1971 gab er für mehr als drei Jahrzehnte das amerikanische Science-Fiction-Magazin Astounding Science Fiction, das 1960 in Analog Science Fiction umbenannt wurde, heraus. Seine Tätigkeit als Autor stand immer im Schatten seines Wirkens als Herausgeber. Seine Bedeutung als Herausgeber wird der Tatsache zugeschrieben, dass er neue Schriftsteller entdeckte und sie teilweise auch mit Ideen für ihre Werke unterstützte. Einige dieser Schriftsteller, deren erste Kurzgeschichten Campbell veröffentlichte, sind bekannte Autoren wie Isaac Asimov, Robert Heinlein, Lyon Sprague de Camp oder A. E. van Vogt. Er gab außerdem das Fantasy Magazin Unknown (später Unknown Worlds) von 1939 bis 1943 heraus.
Bevor Campbell Herausgeber wurde, schrieb er selbst Science Fiction. In den frühen 1930er Jahren war er mit seiner Arcot, Morey, and Wade Serie im Bereich der Space Opera ähnlich bedeutend wie zum Beispiel der Autor E. E. Smith. Er schrieb danach mehr nuancierte Kurzgeschichten, wie Twilight und Forgetfulness, unter dem Pseudonym Don A. Stuart (entlehnt vom Namen seiner Frau „Dona Stuart“).
Seine bekannteste Kurzgeschichte ist Who Goes There?, über eine Gruppe von Wissenschaftlern in der Antarktis, die ein außerirdisches Raumfahrzeug samt im Eis gefrorenem Besatzungsmitglied entdecken. Diese Geschichte wurde verfilmt als Das Ding aus einer anderen Welt (1951) und nochmals als The Thing (1982) (dt. Verleihtitel erneut Das Ding aus einer anderen Welt). Im Jahr 2011 wurde ein Prequel mit dem Titel The Thing veröffentlicht. Die Kurzgeschichte selbst wurde 1970 von den Science Fiction Writers Of America zur besten SF-Kurzgeschichte aller Zeiten gekürt.
Sein Roman Der unglaubliche Planet (engl. The Incredible Planet) aus dem Jahre 1949 wird häufig zu den bedeutendsten Romanen der 1930er und 1940er Jahre gerechnet.
Zwischen dem 11. Dezember 1957 und dem 13. Juni 1958 fungierte Campbell als Gastgeber einer wöchentlichen Radio-Sendung Exploring Tomorrow. Die Vorlagen zu den Sendungen wurden von Autoren wie Gordon R. Dickson und Robert Silverberg geschrieben.
Der John W. Campbell Memorial Award for Best Science Fiction Novel und John W. Campbell Award for Best New Writer wurden zu seinen Ehren gestiftet. Letzterer wurde 2019, nach Kritik an Campbells zu Lebzeiten häufig öffentlich geäußerten Ansichten zu Themen wie Sklaverei, der schwarzen Bürgerrechtsbewegung, Frauenemanzipation und Homosexualität, mit denen Campbell schon ab den 1960er Jahren bei Zeitgenossen und eigenen ehemaligen Autoren zunehmend in Verruf geriet, in Astounding Award for Best New Writer umbenannt. Campbells Erbe wird heute zwiespältig gesehen: Zum einen trug er als Autor und Herausgeber an zentraler Position zu einer größeren literarischen Qualität des Science-Fiction-Genres bei, zum anderen vertrat er reaktionäre politische Ansichten, die bereits zum Ende seiner Karriere hin auf Unverständnis stießen.
1996 wurde Campell postum in die Science Fiction Hall of Fame aufgenommen.

## Auszeichnung
- 2014: Retro Hugo Award für Who Goes There?, Das Ding aus einer anderen Welt aus dem Jahr 1938

## Bibliografie

### Serien
Arcot, Morey and Wade
- 1 The Black Star Passes (1930)
  - Deutsch:  Der schwarze Stern. Übersetzt von Fritzheinz van Doornick. Pabel (Utopia Zukunftsroman #85), 1957. Auch als: Die tote Sonne. Übersetzt von Walter Brumm. Heyne SF&F #3458, 1975, ISBN 3-453-30334-2.
- 2 Islands of Space (in: Amazing Stories Quarterly, Spring 1931)
  - Deutsch: Kosmische Kreuzfahrt. Übersetzt von Fritz Moeglich. Balowa / Gebrüder Zimmermann (Balowa Bestseller des Kosmos #193), 1959, DNB 450738167.
- 3 Invaders From the Infinite (in: Amazing Stories Quarterly, Spring-Summer 1932)
  - Deutsch: Invasion aus der Unendlichkeit. Übersetzt von Ilse Pauli. Heyne SF&F #3453, 1975, ISBN 3-453-30337-7.
- Piracy Preferred (in: Amazing Stories, June 1930)
  - Deutsch: Der Luftpirat. Pabel (Utopia Zukunftsroman #82), 1956. Auch als: Der Pirat. Übersetzt von Walter Brumm. In: John W. Campbell: Die tote Sonne. Übersetzt von Walter Brumm. Heyne SF&F #3458, 1975, ISBN 3-453-30334-2.
- Solarite (in: Amazing Stories, November 1930)
  - Deutsch: Raumschiff Solarit. Pabel (Utopia Zukunftsroman #84), 1957. Auch als: Solarius. Übersetzt von Walter Brumm. In: John W. Campbell: Die tote Sonne. Übersetzt von Walter Brumm. Heyne SF&F #3458, 1975, ISBN 3-453-30334-2.
- John W. Campbell Anthology (Sammelausgabe von 3 Romanen; 1973)
- Arcot, Morey & Wade (Sammelausgabe von 1–3; 2008)

Waterson & Gale (Kurzgeschichten)
- 1 When the Atoms Failed (in: Amazing Stories, January 1930)
- 2 The Metal Horde (in: Amazing Stories, April 1930)

Donald Barclay (Kurzgeschichten)
- 1 The Electronic Siege (in: Wonder Stories, April 1932)
- 2 Space Rays (in: Wonder Stories, December 1932)

Mightiest Machine
- The Mightiest Machine (5 Teile in: Astounding Stories, December 1934 ff.)
  - Deutsch: Das unglaubliche System. Übersetzt von Clark Darlton. Balowa / Gebrüder Zimmermann (Balowa Bestseller des Kosmos), 1960, DNB 450738175.
- The Incredible Planet (1949)
  - Deutsch: Der unglaubliche Planet. Übersetzt von Otto Schrag. Rauchs Weltraum-Bücher #1, 1952. Auch als: Einsam leuchten die Sterne. Übersetzt von Otto Schrag. Pabel (Utopia-Großband #115), 1959.
- The Infinite Atom (1949, in: John W. Campbell: The Incredible Planet)
  - Deutsch: Das unendliche Atom. Übersetzt von Otto Schrag. In: John W. Campbell: Der unglaubliche Planet. Übersetzt von Otto Schrag. Rauchs Weltraum-Bücher #1, 1952.
- The Interstellar Search (1949, in: John W. Campbell: The Incredible Planet)
  - Deutsch: Suche zwischen den Sternen. In: John W. Campbell: Der unglaubliche Planet. Übersetzt von Otto Schrag. Rauchs Weltraum-Bücher #1, 1952.

Twilight (Kurzgeschichten)
- 1 Twilight (in: Astounding Stories, November 1934; als Don A. Stuart)
  - Deutsch: Dämmerung. Übersetzt von Margaret Auer. In: Das Ding aus einer anderen Welt. Weiss (Utopische Taschenbücher), 1958. Auch als: Abenddämmerung. In: Robert Silverberg und Wolfgang Jeschke (Hrsg.): Titan 6. Heyne SF&F #3558, 1977, ISBN 3-453-30452-7.
- 2 Night (in: Astounding Stories, October 1935)
  - Deutsch: Nacht. In: Brian W. Aldiss und Wolfgang Jeschke (Hrsg.): Titan 23. Heyne SF&F #4171, 1985, ISBN 3-453-31133-7.

The Machine (Kurzgeschichten)
- 1 The Machine (in: Astounding Stories, February 1935)
  - Deutsch: Die Maschine. In: Die besten Stories von John W. Campbell. 1980.
- 2 The Invaders (in: Astounding Stories, June 1935)
  - Deutsch: Die Invasoren. In: Die besten Stories von John W. Campbell. 1980.
- 3 Rebellion (in: Astounding Stories, August 1935)
  - Deutsch: Rebellion. In: Walter Spiegl (Hrsg.): Science-Fiction-Stories 43. Ullstein 2000 #81 (3096), 1974, ISBN 3-548-03096-3.

Penton and Blake (Kurzgeschichten)
- The Brain Stealers of Mars (in: Thrilling Wonder Stories, December 1936)
- The Double Minds (in: Thrilling Wonder Stories, August 1937)
- The Immortality Seekers (in: Thrilling Wonder Stories, October 1937)
- The Tenth World (in: Thrilling Wonder Stories, December 1937)
- The Brain Pirates (in: Thrilling Wonder Stories, October 1938)

Sarn (Kurzgeschichten)
- Out of Night (in: Astounding Stories, October 1937)
  - Deutsch: Aus der Nacht. In: Die besten Stories von John W. Campbell. 1980.
- Cloak of Aesir (in: Astounding Science-Fiction, March 1939)
  - Deutsch: Äsir. In: Das Ding aus einer anderen Welt. Weiss (Utopische Taschenbücher), 1958. Auch als: Der Mantel des Aesir. In: Die besten Stories von John W. Campbell. 1980.

Who Goes There? (Kurzromane)
- „Who Goes There?“ (in: Astounding Science-Fiction, August 1938; auch: Who Goes There?, 1948; auch: The Thing from Another World, 1952)
  - Deutsch:
    - Wer da? Übersetzt von Uwe Anton. In: Gotthard Günther (Hrsg.): Überwindung von Raum und Zeit. Rauchs Weltraum-Bücher #3, 1952.
    - Das Ding aus einer anderen Welt. Übersetzt von Margaret Auer. In: Das Ding aus einer anderen Welt. Weiss (Utopische Taschenbücher), 1958.
    - Wer geht da? Übersetzt von Joachim Körber. In: Die besten Stories von John W. Campbell. 1980.
    - Wer geht dort? Übersetzt von Rosemarie Hundertmarck. In: Isaac Asimov, Martin H. Greenberg und Joseph D. Olander (Hrsg.): Fragezeichen Zukunft. Moewig (Playboy Science Fiction #6736), 1984, ISBN 3-8118-6736-9.
    - Das Ding aus einer anderen Welt. Übersetzt von Fabian Dellemann. In: Shane McKenzie (Hrsg.) und John W. Campbell: Das Ding aus einer anderen Welt. Festa, 2016, ISBN 978-3-86552-432-4.
- Frozen Hell (2019, postum erschienene Langversion von Who Goes There?)

### Romane
- Conquest of the Planet (1935)
  - Deutsch: Das Erbe der Vergangenheit. Übersetzt von Heinz Zwack. Moewig Terra #258, 1962 (gekürzt).
- The Moon Is Hell! (1950)
  - Deutsch: Gefangene des Mondes. Übersetzt von Clark Darlton. Pabel (Utopia-Großband #57), 1957, DNB 363410325.
- The Elder Gods (1951)

### Sammlungen
- Who Goes There? (1938; auch: The Thing and Other Stories, 1952; auch: Who Goes There? and Other Stories, 1955; auch: The Thing, 1966; auch: Who Goes There? / Parasite Deep, mit Shane McKenzie)
  - Deutsch: Das Ding aus einer anderen Welt : Zukunftserzählungen. Übersetzt von Margaret Auer. Weiss, Berlin-Schöneberg 1958, DNB 450738191.
- The Moon Is Hell! (1951)
- The Planeteers / The Ultimate Weapon (1966, Sammelausgabe)
- The Best of John W. Campbell (1973)
  - Deutsch: Die besten Stories von John W. Campbell. Übersetzt von Joachim Körber. Moewig (Playboy Science Fiction #6706), 1980, ISBN 3-8118-6706-7.
- The Space Beyond (1976)
- A New Dawn: The Complete Don A. Stuart Stories (2003)
- John W. Campbell, Jr.: Science Fiction Genius (2013)
- The 39th Golden Age of Science Fiction Megapack (2018)

### Kurzgeschichten
1930
- The Voice of the Void (in: Amazing Stories Quarterly, Summer 1930)

1932
- The Derelicts of Ganymede (in: Wonder Stories, January 1932)
- The Last Evolution (in: Amazing Stories, August 1932)
  - Deutsch: Die letzte Evolution. Übersetzt von Joachim Körber. In: Die besten Stories von John W. Campbell. 1980.

1933
- Beyond the End of Space (2 Teile in: Amazing Stories, March 1933 ff.)
- The Battery of Hate (in: Amazing Stories, November 1933)
- Cosmos: Interference on Luna (Kapitel 6 von 18 in einer Gemeinschaftsarbeit zahlreicher Autoren, in: Science Fiction Digest, November 1933 ff.)

1934
- Atomic Power (in: Astounding Stories, December 1934; als Don A. Stuart)
- The Irrelevant (in: Astounding Stories, December 1934)

1935
- Conquest of the Planets (3 Teile in: Amazing Stories, January 1935 ff.; auch: The Conquest of the Planets)
  - Deutsch: Das Erbe der Vergangenheit. Moewig (Terra #258), 1962.
- Blindness (in: Astounding Stories, March 1935)
  - Deutsch: Blindheit. In: Die besten Stories von John W. Campbell. 1980.
- The Escape (in: Astounding Stories, May 1935)

1936
- Elimination (in: Astounding Stories, May 1936)
  - Deutsch: Auslöschung. In: Die besten Stories von John W. Campbell. 1980.
- Frictional Losses (in: Astounding Stories, July 1936)
- Uncertainty (2 Teile in: Amazing Stories, October 1936 ff.; auch: The Ultimate Weapon, 1966)
  - Deutsch: Der Angriff von Mira. Moewig (Terra nova #163), München 1970, DNB 363410317.

1937
- Forgetfulness (in: Astounding Stories, June 1937)
  - Deutsch: Am Anfang der Unendlichkeit. In: Walter Spiegl (Hrsg.): Science-Fiction-Stories 4. Ullstein 2000 #4 (2791), 1972, ISBN 3-548-02791-1. Auch als: Vergeßlichkeit. In: Die besten Stories von John W. Campbell. 1980.
- Other Eyes Watching (1937)

1938
- Dead Knowledge (in: Astounding Stories, January 1938)
- Who Goes There? (1938; als Don A. Stuart)
- Who Goes There ? (1938)
  - Deutsch: Das Ding aus einer anderen Welt. Übersetzt von Margarete Auer. In: Shane McKenzie (Hrsg.) und John W. Campbell: Das Ding aus einer anderen Welt. Moewig Terra #529, 1967.

1939
- The Elder Gods (in: Unknown, October 1939; mit Arthur J. Burks)
- Planet of Eternal Night (in: Thrilling Wonder Stories, October 1939)
- The Cloak of Aesir (1939; als Don A. Stuart)
- The Cloak of Aesir (1939)
  - Deutsch: Der Mantel des Aesir. Übersetzt von Joachim Körber. In: Die besten Stories von John W. Campbell. 1980.

1940
- Wouldst Write, Wee One (in: Scienti-Snaps, February 1940)

1954
- The Idealists (1954, in: Raymond J. Healy (Hrsg.): 9 Tales of Space and Time)

1957
- Raumschiff Solarit. Pabel (Utopia Zukunftsroman #84), 1957.
- Der schwarze Stern. Pabel (Utopia Zukunftsroman #85), 1957.

1959
- „What Do You Mean…Human?“ (1959)

1960
- Das unendliche Atom. Pabel (Utopia-Großband #116), 1960.
- Space For Industry (1960)
  - Deutsch: Der Weltraum für die Industrie. Übersetzt von Joachim Körber. In: Die besten Stories von John W. Campbell. 1980.

1962
- Das Erbe der Vergangenheit. Moewig (Terra #258), 1962.

1976
- The Ultimate Weapon (1976)
  - Deutsch: Der Angriff von Mira. Übersetzt von Birgit Reß-Bohusch. Moewig Terra Nova #163, 1971.
- All (1976, in: John W. Campbell: The Space Beyond)
- Marooned (1976, in: John W. Campbell: The Space Beyond)
- The Space Beyond (1976, in: John W. Campbell: The Space Beyond)

### Anthologien
- From Unknown Worlds (1938)
- The Astounding Science Fiction Anthology (1952)
- Astoundimg Science Fiction Vol. 10 No. 1 (1954)
- The First Astounding Science Fiction Anthology (1954)
- The Second Astounding Science Fiction Anthology (1954)
- Astounding Tales of Space and Time (1957)
- Selections from The Astounding Science Fiction Anthology (1967)
- Astounding Science Fiction, July 1939 (1981)

Analog Anthologien
- 1 Analog 1 (1963; auch: Analog One, 1967)
- 2 Analog 2 (1964; auch: Analog Two, 1967)
- 3 Analog 3 (1965; auch: A World by the Tale, 1970)
- 4 Analog 4 (1966; auch: The Permanent Implosion, 1970)
- 5 Analog 5 (1967; auch: Countercommandment, 1970)
- 6 Analog 6 (1966)
- 7 Analog 7 (1970)
- 8 Analog 8 (1971)
- Prologue to Analog (1962)
- Analog Anthology (1965)

### Sachliteratur, Briefe und Essays
- The Atomic Story (1947)
- Collected Editorials from Analog (1966)
- The John W. Campbell Letters With Isaac Asimov and A.E. Van Vogt (1989)
- The Essential Surrealism (2002)
- The Heinlein Letters: Volume I (2011; mit Robert A. Heinlein)